# Надеждин, Афанасий Дмитриевич
Афанасий Дмитриевич Надеждин (Надежин, Надёжин) (1799—1879) — художник, преподаватель живописи, академик Императорской Академии художеств.

## Биография
Родился в 1799 году в селе Барском Суздальского уезда Владимирской губернии. Его родители были крепостными княгини Долгоруковой, которая обучала своих дворовых, имеющих склонность к искусству, иконописи. С 1814 года обучается в школе живописи, основанной академиком живописи Ступиным в Арзамасе.
Как крепостной Надежин во время обучения терпел огромную нужду. Впоследствии Р. И. Машков вспоминал: «Обыкновенно ходил в ветхой холщевой куртке и таких же шароварах, а чтобы иметь лучшую праздничную одежду - нанимался красить сажей тумбочки городских тротуаров, и на заработанные гроши имел возможность купить холстины, чтобы сшить себе праздничный костюм.» Нужда и лишения школьных лет научили Надежина упорству, редкому прилежанию, что дало успехи, которые были отмечены Императорской Академией художеств вручением художнику малой серебряной медали (1825) за успешно выполненные живописные работы.
Окончив школу, Надежин отправился в Москву в поисках работы по иконописному делу. В Москве он встретился с Р. И. Машковым, приехавшим из города Козлова набирать мастеров для росписи Вознесенской церкви города. Так Надежин оказался в первый раз в Козлове. Проработав год в Козлове, он отправляется в Санкт-Петербург, где берёт уроки у художника Д. И. Антонелли. Обучался в Академии художеств до 1832 года. По окончании учёбы Надежин начинает хлопотать о получении отпускной от своей помещицы. Хлопоты эти, несмотря на немалые материальные затраты, окончились успешно и в августе 1832 года он получает вольную. В этом же году он переезжает в Козлов и вступает в городское мещанское общество. В Козлове выполняет первую самостоятельную работу: два предельных иконостаса в Архангельской церкви. Вскоре художник решает открыть в городе школу живописи и рисования по типу Арзамасской. Ходатайствуя перед Академией художеств, Надежин писал, что «в Козлове и соседних местах, узрил чрезвычайную скупость по части рисования, живописи и архитектуры, а потому решил открыть в Козлове художественную школу, дабы подготовить разумных тружеников тому делу, которому сам отдал все свои силы».
Школа  рисования и живописи была открыта (1832) на собственные средства Надеждина. Преподавание в школе было серьёзное. Курс обучения занимал шесть лет. Помимо общеобразовательных предметов: рисование с эстампов, гипсовых фигур, черчения, живопись масляными краскам, портреты, интерьеры, пейзажи. Занятия проходили в двух домах: в доме, полученном женой Надежина в приданое и в доме Кожевникова.
В 1834 году получил от Академии художеств звание свободного художника.
В 1836 году художественная школа в Козлове и её основатель получили покровительство и поддержку от Императорской Академии художеств (1836). Академия художеств присвоила Надеждину звание «назначенного в академики» (1840), постановив: «во уважение услуг свободного художника Надежина на пользу художеств в России заведением, на собственное иждивение, художественной школы в Козлове и по его известным Академии живописным работам, признав его назначенным, задать на звание академика программу — написать с натуры групп: две поколенные фигуры учителя с учеником, которую и исполнить на месте жительства его». Занятия с учениками в школе не позволили Надеждину исполнить заданную программу, и Академия удостоила художника степени академика портретной живописи (1855), уже без всякой программы, только, «по уважению пользы, принесенной школой, учрежденной им».
Был награждён орденом Святой Анны 3 степени (1840).
В 1861 году Надеждин с разрешения Академии художеств перевёл свою школу в губернский город (Тамбов) и заведовал ею до последних своих дней. Его учениками и под его руководством были написаны иконы для многих церквей Тамбова и Тамбовской губернии. Из его школы вышло большинство учителей рисования, преподававших в Тамбовской губернии.
C 1853 года здоровье Надеждина пошатнулось, в связи с чем приём в школу был сокращён вдвое. В 1862 году художник ходатайствует о переводе школы в Тамбов и получает на это согласие Академии художеств. Однако переезд не состоялся, поскольку у самого Надежина не было духовной и физической энергии на осуществление своего замысла. В 1865 году в Козлове возник огромный пожар, который уничтожил более половины города. Невосполнимый ущерб понесла и художественная школа. В огне погибли лучшие ученические работы, любовно собираемые Надежиным, погибли произведения самого Надежина, были уничтожены все учебные пособия, присланные в разные годы из Академии художеств. От этого удара художник так и не смог оправиться. В 1871 году школа закрылась совсем.
Надеждин умер 18 декабря 1879 года и был похоронен в некрополе Козловского Боголюбского женского монастыря.